# ATC kód V04
ATC kód V04 Diagnostika je hlavní terapeutická skupina anatomické skupiny V. Různé.

## V04B Testy k vyšetření moči
V04B Testy k vyšetření moči

## V04C Jiná diagnostika

### V04CA Testy k vyšetření diabetu
V04CA01 Tolbutamid
V04CA02 Glukóza

### V04CB Testy absorpce tuků
V04CB01 Koncentráty vitaminu A

### V04CF Diagnostika tuberkulózy
V04CF01 Tuberkulin

### V04CJ Testy k vyšetření funkce štítné žlázy
V04CJ01 Thyrotropin

### V04CL Testy pro alergická onemocnění
V04CL Testy pro alergická onemocnění

### V04CM Testy k vyšetření poruch fertilitý
V04CM01 Gonadorelin

### V04CX Jiná diagnostika
V04CX Jiná diagnostika

## Poznámka
- Registrované léčivé přípravky na území České republiky.
- Informační zdroj: Státní ústav pro kontrolu léčiv, Všeobecná zdravotní pojišťovna.